# 超奇异椭圆曲线同源密钥交换
超奇异同源迪菲-赫尔曼密钥交换（Supersingular isogeny key exchange, SIDH 或 SIKE）是一種不安全的後量子加密演算法提案，用來在不信任的通訊通道上建立雙方之間的秘密金鑰。
它类似于狄菲-赫爾曼密钥交换，但為了抵抗擁有量子電腦的對手的密碼分析攻擊，而改為基于超奇异同源图（supersingular isogeny gragh）中的行走。
在被破解之前，SIDH 是所有後量子密鑰交換中最小的密鑰大小之一，即在被压缩的情况下，SIDH 使用2688位公钥，量子安全级别（security level）达到128位。 這些特性似乎讓 SIDH 成為取代迪菲-赫爾曼密鑰交換（DHE）和橢圓曲線迪菲-赫爾曼金鑰交換（ECDHE）的不二選擇（上述提及的兩個金鑰交換均已在現實網路技術中被廣泛採用）。
然而，2022年7月发表的毁灭性密钥恢复攻击（Key-recovery attack）可以成功攻擊SIDH，甚至不需要量子電腦就能辦到，因此該密鑰交換方法並不安全。 